# Second Chance (Fernsehserie, 2016)
Second Chance ist eine US-amerikanische Fernsehserie, die ab 13. Januar 2016 auf Fox erstausgestrahlt wurde. Die erste Folge hatte vorab am 25. Dezember 2015 online Premiere. Im deutschsprachigen Raum war die kurzlebige Serie ab dem 15. Februar 2018 beim Bezahlsender ProSieben FUN zu sehen.
Als Frankenstein beziehungsweise Frankenstein Code entwickelt und bestellt, lautete der Arbeitstitel zwischenzeitlich Lookinglass. Die letztendliche Ausstrahlung erfolgte unter dem Titel Second Chance. Die Serie wurde nach nur einer Staffel abgesetzt, nachdem bereits die Episodenorder von 13 auf 11 Episoden getrimmt wurde.

## Inhalt
Die Serie folgt dem Leben von Jimmy Pritchard, einem 75-jährigen ehemaligen Sheriff aus King County, Washington, der korrupt ist und schließlich in Ungnade gefallen war und gezwungen wurde, in Rente zu gehen. Nachdem er ermordet wurde, wird Pritchard in dem verbesserten Körper eines jüngeren Mannes (Robert Kazinsky) durch die Milliardär-Zwillinge Mary (Dilshad Vadsaria) und Otto Goodwin (Adhir Kalyan) wieder zum Leben erweckt. Trotz eines neuen Lebens und einer Chance, sein Leben wiederzuerleben und einen neuen Zweck zu finden, verfolgen ihn weiterhin die Versuchungen, die zu seiner Karriere geführt haben.